# 豹變色龍
豹變色龍（學名：Furcifer pardalis）亦稱為七彩變色龍，是馬達加斯加特有的一種變色龍。种加词 pardalis 意为“豹纹的”。

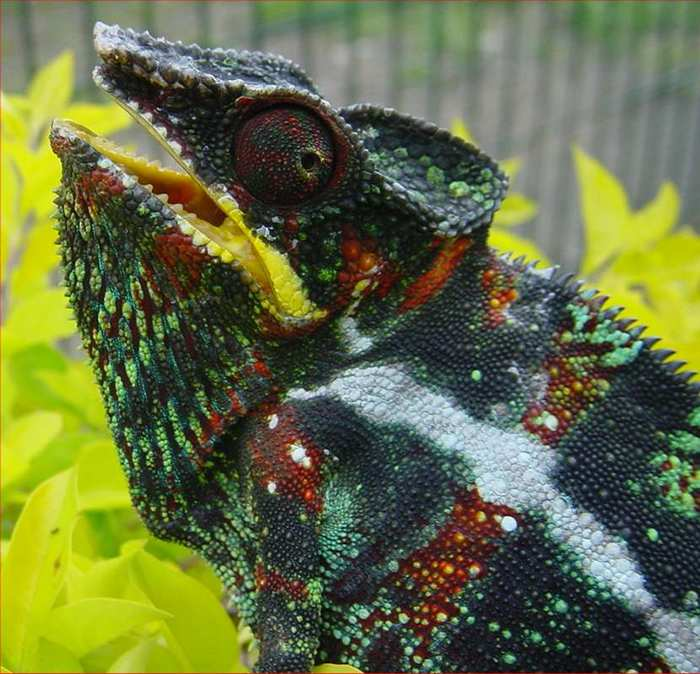
雄性
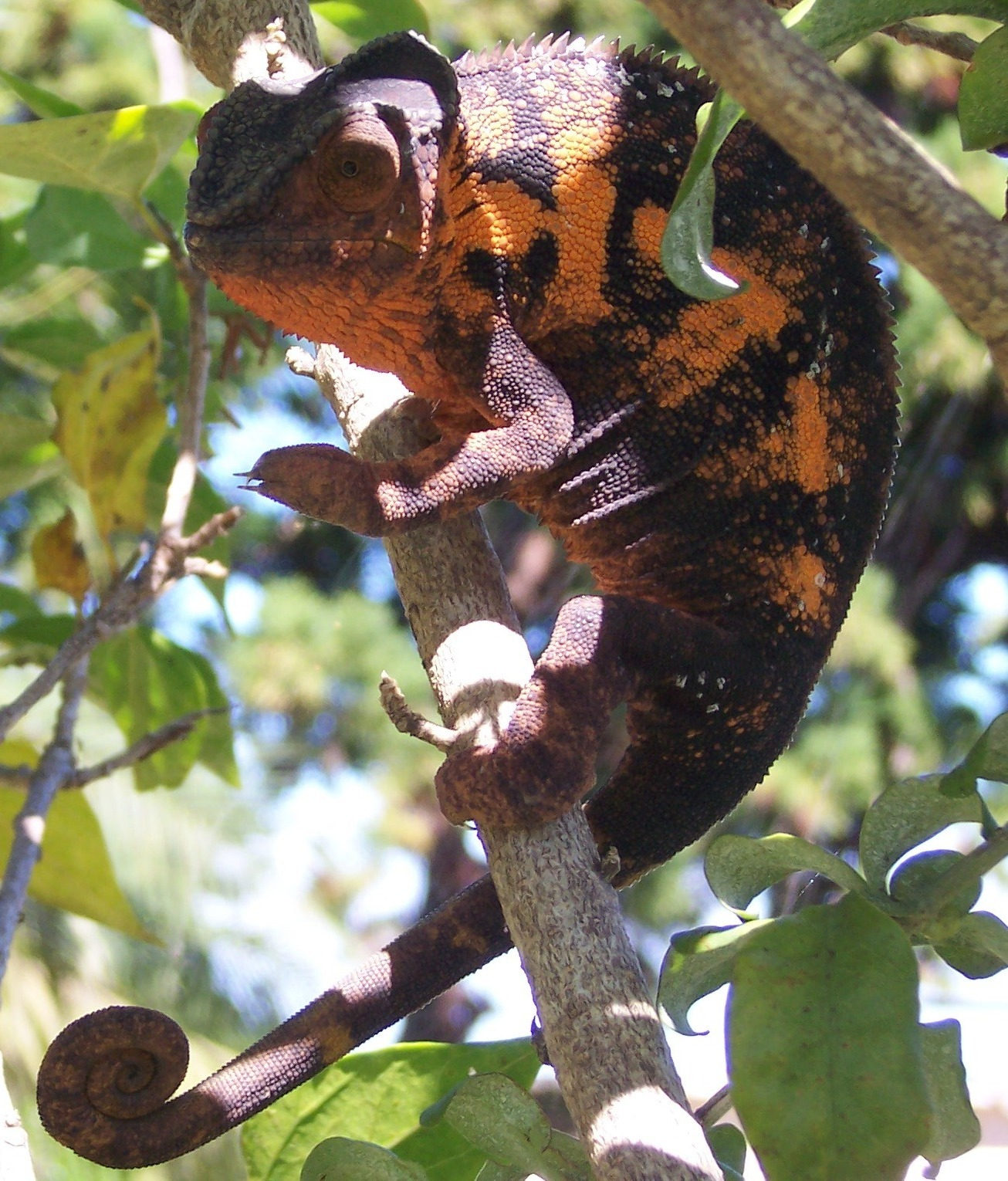
雌性

## 外部連結
- Various Panther Chameleon Locales by Kilgour's Chameleons （页面存档备份，存于）
- How to care for a Panther Chameleon